# La vida íntima de Julia Norris
La vida íntima de Julia Norris (original: To Each His Own) es una película estadounidense de 1946, dirigida por Mitchell Leisen y protagonizada por Olivia de Havilland. Ha sido calificado como un emotivo melodrama dirigido por Mitchell Leisen, equilibrado y refinado creador de ambientes, personajes y acciones.

## Argumento
Durante la I Guerra Mundial, una joven queda embarazada de un soldado que muere en la guerra. La joven decide entregar su hijo en adopción a otra familia, para evitar un escándalo, aunque permanece siempre cerca de él.

## Premios
Olivia de Havilland obtuvo el premio Óscar a la mejor actriz por esta película y también fue nominada en el premio de la Asociación de Críticos de Nueva York. Igualmente Charles Brackett fue nominado para el Óscar al mejor guion original.